# Кайданов Яків Кузьмич
Я́ків Кузьми́ч Кайда́нов (нар. 19 (30) березня 1779, Лохвиця — 8 (20) грудня 1855, Санкт-Петербург) — український ветеринарний лікар і ветеринарний фармаколог, один з організаторів вищої ветеринарної освіти в Російській імперії, дійсний статський радник — 1828. Нагороджений орденами святого Володимира 4 ступеню, святого Станіслава 1 ступеню, святої Ганни 2 ступеню, пожалуваний перснем з імператорським вензелем, нагороджений відзнаками за 20 та 25 років непохибної служби та бронзовою медаллю в пам'ять 1812 року.

## Життєпис
Походив з небагатої родини дяка. Блискуче закінчив духовну семінарію, по тому вчився в Київській духовній академії, дійшовши до філософського класу, 1799 року перевівся до Санкт-Петербурга. 1803 року закінчив Петербурзьку медико-хірургічну академію зі званням лікаря. Під час навчання оволодів іноземними мовами та, ще будучи студентом, переклав російською довідник Георга Вільгельма Консбруха «Клінічна кишенькова книга для молодих лікарів».
Не маючи засобів для існування, поїхав на роботу лікарем в артилерійську частину, що розміщалася у Лібаві; завдяки добрій репутації, отриманій ще за студентства, в швидкому часі повернувся до столиці, влаштувався молодшим лікарем до Петербурзького військового шпиталю. Військове відомство його скерувало на навчання по спеціалізації у ветеринарній медицині, до Відня, де він і навчався до 1807 року. Під час навчання слухав лекції філософа Кільмейєра та читав роботи Лоренца Окена.
По поверненні з закордонного навчання призначений у Медично-хірургічну академію ад'юнктом патології та терапії по ветеринарії. Того ж року їздив до Вітебської губернії для проведення робіт по припиненню епізоотії. Згодом з подібними завданнями їздив до Естляндії та Шліссельбурзький повіт — для боротьби із сибіркою.
1809 — перший професор терапії та фармакології ветеринарного відділення Петербурзької медико-хірургічної академії. Разом з тим лікував людей та з часом мав велику практику.
У 1810 році редагував видання Йоганна-Тобіаса Маєра, згодом переклав з рукопису книгу по військовій гігієні Іллі Густавовича Енегольма.
12 серпня 1812 року захистив дисертацію на вчений ступінь доктора медицини «Тетрада (четвертинність) життя чи про відмінність та взаємозв'язок чотирьох головних форм життя в цілому та по відношенні до життя людини зокрема» латинською мовою.
З 1814 року був вченим секретарем конференції Медико-хірургічної академії.
У 1817 році через велику навантаженість покинув читання лекцій та цілковито присвятив себе роботі в президії. Своєю тактовністю вмів припиняти приниження професорів президентом Академії баронетом Я. В. Вілліє.
1819 роком обраний дійсним членом Санкт-Петербурзького вільного товариства любителів словесності, наук та мистецтв.
Був членом Московського товариства дослідників природи, Вільного економічного товариства та Фізико-медичного товариства в Ерлангені.
У 1828—1831 роках — віце-директор медичного департаменту, вийшов у відставку.
Є автором рукописних підручників із епізоотії, зоотерапії, зоофармакології, патології, на яких вчилися перші покоління ветеринарних лікарів Російської імперії.
Будучи скромною людиною, при перекладах з інших мов медичних праць не вказував свого імені як перекладача, зокрема, в 1807 році роботу доктора Георга Еллізена про сибірку.
Помер 1855 року від приступу ядухи.
Був одружений двічі, його друга дружина (побралися близько 1821 року), Єлизавета Миколаївна, перед тим мала два шлюби, подружжя мало в спільному житті трьох дочок.

## Джерело
- УРЕ [Архівовано 14 липня 2014 у Wayback Machine.]
- Біологи-еволюціоністи до Дарвіна(рос.) [Архівовано 14 липня 2014 у Wayback Machine.]
- http://www.vestarchive.ru/genealogiia/1638-iz-istorii-roda-kaidanovyholhinyh.html [Архівовано 14 липня 2014 у Wayback Machine.]

| Володимир Вернадський | Це незавершена стаття про українського науковця. Ви можете допомогти проєкту, виправивши або дописавши її. |